# Cocal
Cocal est une municipalité brésilienne située dans l'État du Piauí.